# 富士市消防本部
富士市消防本部（ふじししょうぼうほんぶ）は、静岡県富士市の消防部局（消防本部）。管轄区域は富士市全域。

## 概要
- 消防本部：富士市永田町1-100
- 管内面積：244.95km2
- 職員定数：312人
- 消防署2カ所、分署7カ所
- 主力機械（2007年4月1日現在）
  - 水槽付消防ポンプ自動車：9
  - はしご付消防自動車：1
  - 屈折はしご付消防自動車：1
  - 化学消防自動車：3
  - 水槽車：1
  - 救助工作車：2
  - 救急自動車：9
  - 指揮車：2
  - 査察車：3
  - 広報車：2
  - 指令車：1
  - 指揮車：2
  - 防災対策車：1
  - 資機材搬送車：1

## 沿革
- 1957年4月1日 吉原市消防本部・吉原市消防署を開設。
- 1961年10月1日 富士市消防本部・富士市消防署を開設。
- 1966年11月1日 富士市・吉原市・富士郡鷹岡町の新設合併により、新・富士市が発足。
  - 吉原市消防本部・富士市消防本部を統合し、新たに富士市消防本部・富士市消防署を開設。
  - 旧吉原市消防署を富士市消防署とし、旧富士市消防署を分署とする。
- 1970年4月 消防庁舎が移転。
- 1995年1月18日〜23日 阪神・淡路大震災に応援出場する[1]。
- 2001年3月 同一敷地内に消防庁舎を建設。
- 2008年11月1日 庵原郡富士川町を編入。
- 2011年3月11日〜4月1日 東日本大震災に緊急消防援助隊を派遣する[1]。
- 2013年10月19日〜22日 平成25年台風第26号に伴う伊豆大島土砂災害に緊急消防援助隊を派遣する[2]。
- 2014年9月28日～10月11日 長野県御嶽山噴火災害に緊急消防援助隊を派遣する[2]。
- 2016年3月2日 中央消防署の特別救助隊を高度救助隊に格上げする。

## 組織
- 本部 - 管理課、警防課、情報指令課、予防課
- 消防署

## 消防署
| 消防署     | 住所        | 分署                                                                        |
| ---------- | ----------- | --------------------------------------------------------------------------- |
| 中央消防署 | 永田町1-100 | 臨港：鈴川町5-7 吉永：富士岡312-1 富士見台：富士見台1-16-4 大淵：中野307-45 |
| 西消防署   | 松本8-1     | 鷹岡：入山瀬522-3 南：水戸島126-1 富士川：木島73-4                          |

## 不祥事
- 2020年3月12日（処分日） - 消防本部の男性消防司令補（47歳）が、2月27日、長野県中野市で飲酒運転による車同士の接触事故を起こした。3月12日、市消防本部は男性消防司令補を懲戒免職処分とした[3]。